# Estadio Dire Dawa
El Estadio Dire Dawa es un estadio multiuso ubicado en la ciudad de Dire Dawa en Etiopía.

## Historia
El estadio fue construido en el año 1975 con el fin de que fuera una de las sedes para la Copa Africana de Naciones 1976, en la cual Etiopía fue el país organizador.
El estadio fue utilizado para seis partidos del torneo, la mayoría en la fase de grupos y actualmente es la sede del Dire Dawa City FC. Cuenta con capacidad para 18,000 espectadores.